# Zoorholt
Zoorholt (Drents: zoor = dor, holt = hout) is een stuk oud hout dat werd aangekleed met oude lompen en vervolgens door de dorpsjeugd naar een meisje werd gebracht wier voormalige vriend ging trouwen.
Dit gebruik kwam voor in Drenthe in de negentiende eeuw. Aangenomen werd dat de jongen bij dit meisje was weggegaan omdat ze onvruchtbaar zou zijn. Als het huwelijk van de jongen met het andere meisje in de kerk werd aangekondigd, sleepte de dorpsjeugd allerlei losstaande spullen naar het huis van de voormalige geliefde om ze daar vervolgens op te stapelen, soms ook op het dak van het huis. Dit gebeurde met veel lawaai en onder luid gezang. Het meisje diende de groep te trakteren.